# Pitcairnia
Pitcairnia är ett släkte av gräsväxter. Pitcairnia ingår i familjen Bromeliaceae.
Släktet växter är örtlika, mera sällan buskartade med smala, jämnbreda eller svärdlika blad, röda, gula eller vita ibland oregelbundna blommor, översittande fruktämne och kapselfrukt. De förekommer främst i tropiska Amerika. Flera arter odlas i växthus för sina vackert tecknade blommor och högblad.

## Bildgalleri

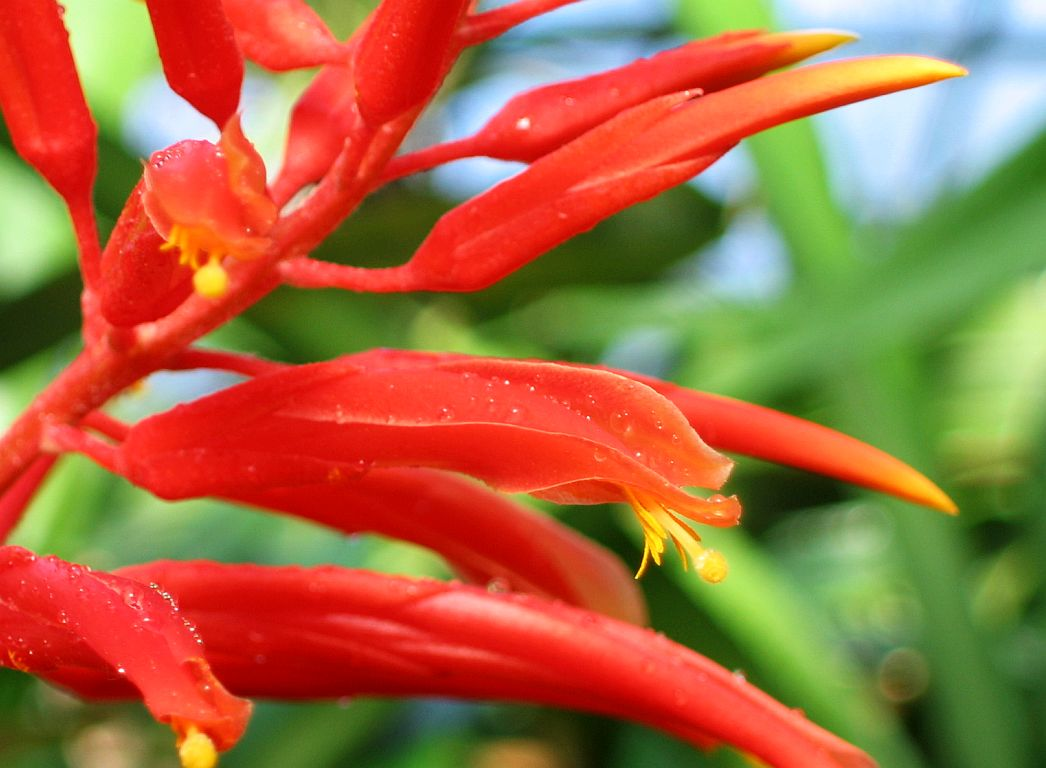
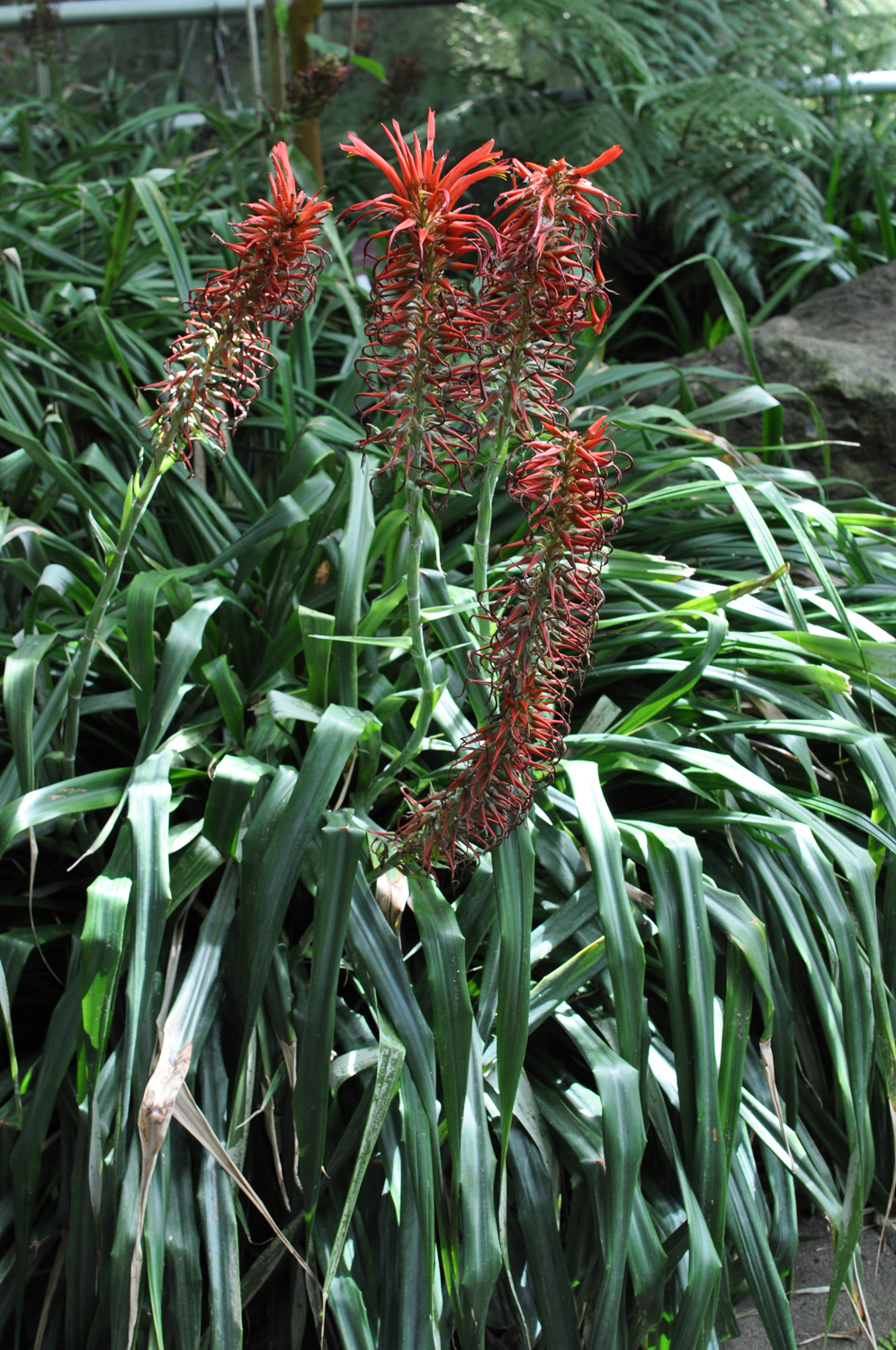
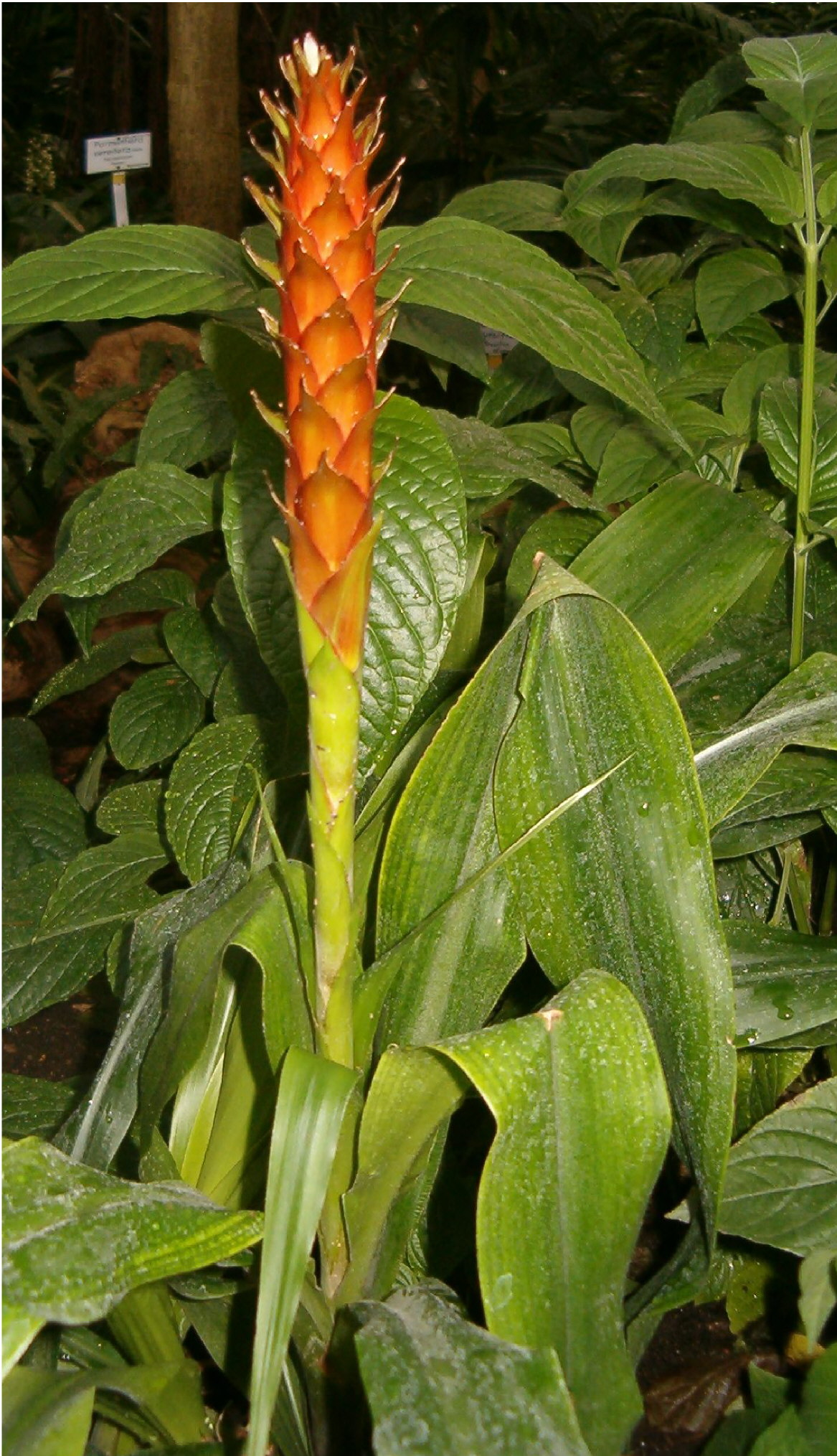
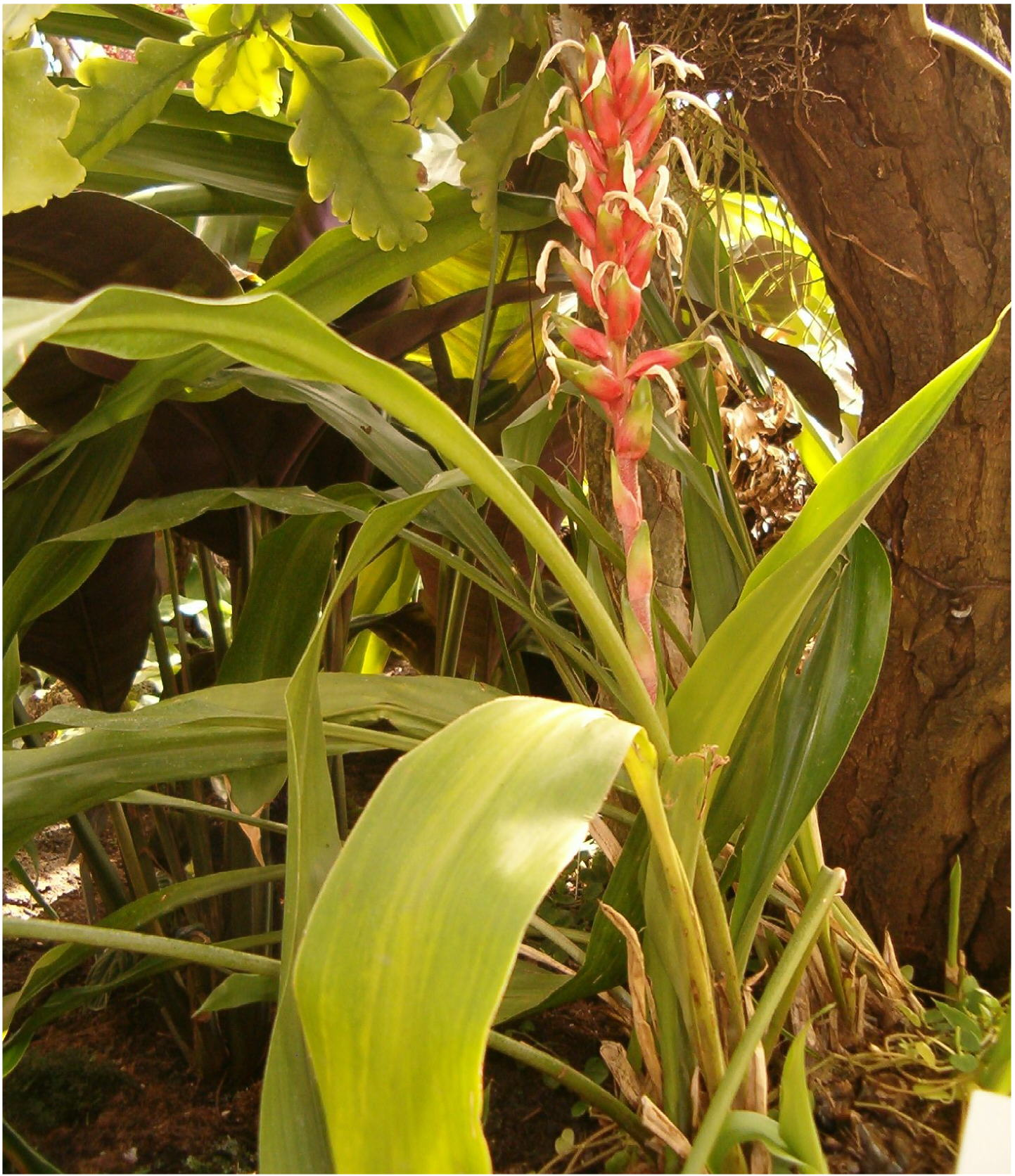
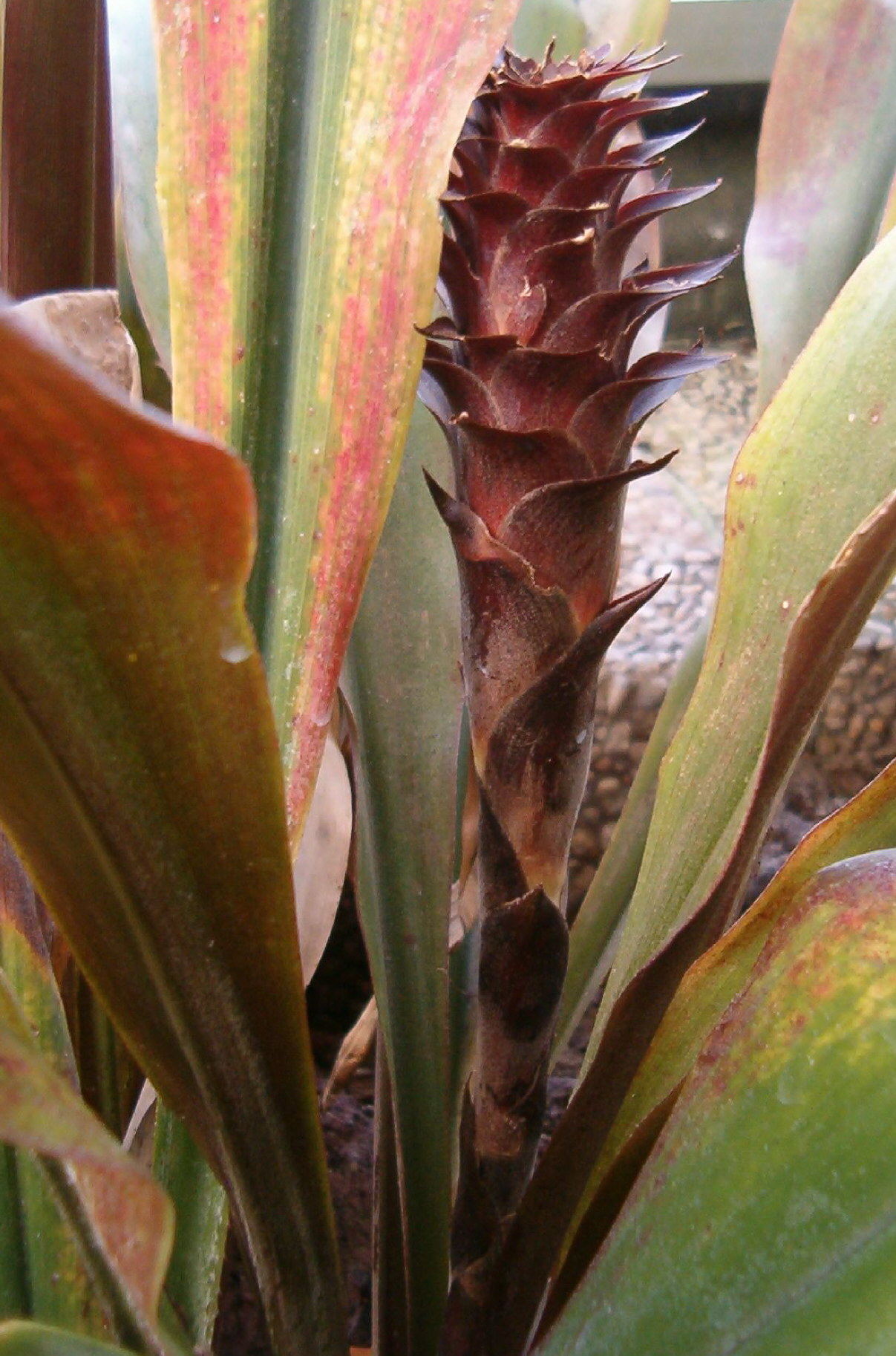
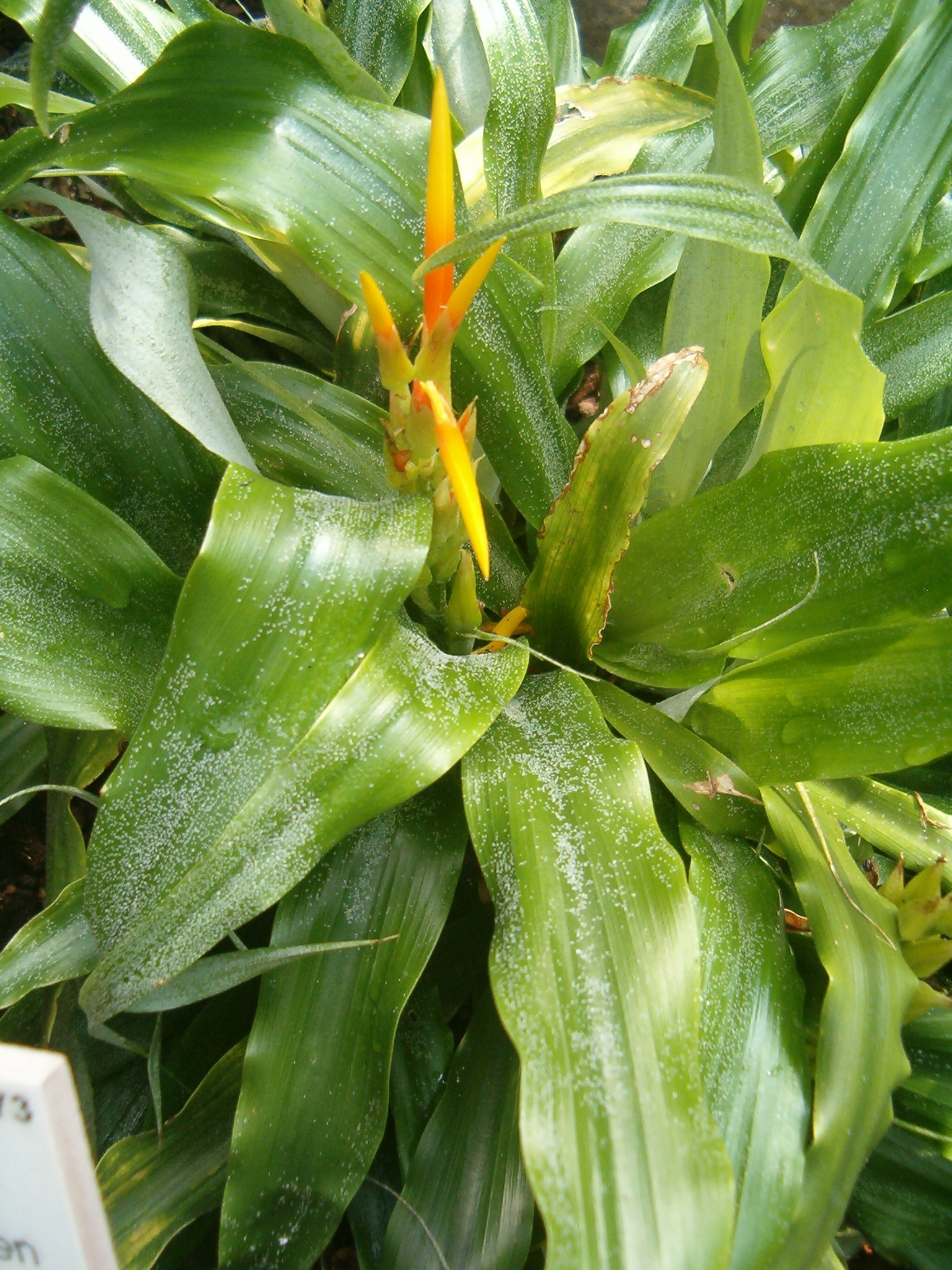

## Dottertaxa tillPitcairnia, i alfabetisk ordning[1]
- Pitcairnia abundans
- Pitcairnia abyssicola
- Pitcairnia acicularis
- Pitcairnia adscendens
- Pitcairnia aequatorialis
- Pitcairnia agavifolia
- Pitcairnia alata
- Pitcairnia albiflos
- Pitcairnia albolutea
- Pitcairnia alborubra
- Pitcairnia alexanderi
- Pitcairnia altensteinii
- Pitcairnia altoatratoensis
- Pitcairnia amblyosperma
- Pitcairnia amboroensis
- Pitcairnia ancuashii
- Pitcairnia andreana
- Pitcairnia andreetae
- Pitcairnia angustifolia
- Pitcairnia anomala
- Pitcairnia aphelandriflora
- Pitcairnia archeri
- Pitcairnia arcuata
- Pitcairnia arenaria
- Pitcairnia arenicola
- Pitcairnia arida
- Pitcairnia armata
- Pitcairnia asplundii
- Pitcairnia atrorubens
- Pitcairnia attenuata
- Pitcairnia augusti
- Pitcairnia aurea
- Pitcairnia aureobrunnea
- Pitcairnia azouryi
- Pitcairnia bakeri
- Pitcairnia bakiorum
- Pitcairnia barrigae
- Pitcairnia basincurva
- Pitcairnia beachiae
- Pitcairnia bella
- Pitcairnia bergii
- Pitcairnia betancurii
- Pitcairnia beycalema
- Pitcairnia bicolor
- Pitcairnia bifaria
- Pitcairnia biflora
- Pitcairnia bifrons
- Pitcairnia bifurcatispina
- Pitcairnia billbergioides
- Pitcairnia brachysperma
- Pitcairnia brackeana
- Pitcairnia bradei
- Pitcairnia breedlovei
- Pitcairnia brevicalycina
- Pitcairnia brittoniana
- Pitcairnia bromeliifolia
- Pitcairnia brongniartiana
- Pitcairnia brunnescens
- Pitcairnia bulbosa
- Pitcairnia burle-marxii
- Pitcairnia buscalionii
- Pitcairnia caduciflora
- Pitcairnia calatheoides
- Pitcairnia calcicola
- Pitcairnia calderonii
- Pitcairnia calophylla
- Pitcairnia camposii
- Pitcairnia cana
- Pitcairnia cantuoides
- Pitcairnia capitata
- Pitcairnia cardenasii
- Pitcairnia caricifolia
- Pitcairnia carinata
- Pitcairnia carioana
- Pitcairnia carnea
- Pitcairnia carnososepala
- Pitcairnia cassapensis
- Pitcairnia cataractae
- Pitcairnia caulescens
- Pitcairnia cerrateana
- Pitcairnia chiapensis
- Pitcairnia chiquitana
- Pitcairnia chiriguana
- Pitcairnia chiriquensis
- Pitcairnia chocoensis
- Pitcairnia clarkii
- Pitcairnia clavata
- Pitcairnia cofanorum
- Pitcairnia colimensis
- Pitcairnia commixta
- Pitcairnia compostelae
- Pitcairnia condorensis
- Pitcairnia corallina
- Pitcairnia corcovadensis
- Pitcairnia cosangaensis
- Pitcairnia costata
- Pitcairnia crassa
- Pitcairnia cremersii
- Pitcairnia crinita
- Pitcairnia cristalinensis
- Pitcairnia croatii
- Pitcairnia ctenophylla
- Pitcairnia cuatrecasana
- Pitcairnia cubensis
- Pitcairnia curvidens
- Pitcairnia cuzcoensis
- Pitcairnia cyanopetala
- Pitcairnia cylindrostachya
- Pitcairnia decidua
- Pitcairnia decurvata
- Pitcairnia delicata
- Pitcairnia dendroidea
- Pitcairnia densiflora
- Pitcairnia deroosei
- Pitcairnia devansayana
- Pitcairnia diffusa
- Pitcairnia divaricata
- Pitcairnia dodsonii
- Pitcairnia dolichopetala
- Pitcairnia domingensis
- Pitcairnia echinata
- Pitcairnia egleri
- Pitcairnia elizabethae
- Pitcairnia ellenbergii
- Pitcairnia elliptica
- Pitcairnia elongata
- Pitcairnia elvirae
- Pitcairnia encholirioides
- Pitcairnia ensifolia
- Pitcairnia epiphytica
- Pitcairnia eximia
- Pitcairnia explosiva
- Pitcairnia exserta
- Pitcairnia farinosa
- Pitcairnia feliciana
- Pitcairnia fendleri
- Pitcairnia ferrell-ingramiae
- Pitcairnia ferreyrae
- Pitcairnia filifera
- Pitcairnia filispina
- Pitcairnia fimbriatobracteata
- Pitcairnia flagellaris
- Pitcairnia flammea
- Pitcairnia flavescenta
- Pitcairnia flexuosa
- Pitcairnia fluvialis
- Pitcairnia foliacea
- Pitcairnia foreroi
- Pitcairnia formosa
- Pitcairnia fosteriana
- Pitcairnia fractifolia
- Pitcairnia fruticosa
- Pitcairnia fuertesii
- Pitcairnia funkiae
- Pitcairnia fusca
- Pitcairnia gemmipara
- Pitcairnia geotropa
- Pitcairnia geyskesii
- Pitcairnia glaziovii
- Pitcairnia glymiana
- Pitcairnia goudae
- Pitcairnia grafii
- Pitcairnia graniticola
- Pitcairnia grubbiana
- Pitcairnia guaritermae
- Pitcairnia gutteana
- Pitcairnia guzmanioides
- Pitcairnia halophila
- Pitcairnia hammelii
- Pitcairnia harlingii
- Pitcairnia harrylutheri
- Pitcairnia hatschbachii
- Pitcairnia haughtii
- Pitcairnia heerdeae
- Pitcairnia heliophila
- Pitcairnia heterophylla
- Pitcairnia heydlauffii
- Pitcairnia hintoniana
- Pitcairnia hirtzii
- Pitcairnia hitchcockiana
- Pitcairnia holstii
- Pitcairnia hooveri
- Pitcairnia imbricata
- Pitcairnia inaequalis
- Pitcairnia inermis
- Pitcairnia insularis
- Pitcairnia integrifolia
- Pitcairnia irwiniana
- Pitcairnia jaramilloi
- Pitcairnia jareckii
- Pitcairnia jimenezii
- Pitcairnia johannis
- Pitcairnia juncoides
- Pitcairnia juzepczukii
- Pitcairnia kalbreyeri
- Pitcairnia karwinskyana
- Pitcairnia killipiana
- Pitcairnia kirkbridei
- Pitcairnia kniphofioides
- Pitcairnia koeneniana
- Pitcairnia kressii
- Pitcairnia kroemeri
- Pitcairnia kunhardtiana
- Pitcairnia lanuginosa
- Pitcairnia laxissima
- Pitcairnia lechleri
- Pitcairnia lehmannii
- Pitcairnia leopoldii
- Pitcairnia lepidopetalon
- Pitcairnia leprosa
- Pitcairnia lignosa
- Pitcairnia limae
- Pitcairnia lindae
- Pitcairnia loki-schmidtii
- Pitcairnia longipes
- Pitcairnia longissimiflora
- Pitcairnia lopezii
- Pitcairnia luschnathii
- Pitcairnia lutescens
- Pitcairnia luteyniorum
- Pitcairnia lutheri
- Pitcairnia lymansmithiana
- Pitcairnia macarenensis
- Pitcairnia macranthera
- Pitcairnia macrobotrys
- Pitcairnia maguirei
- Pitcairnia maidifolia
- Pitcairnia marinii
- Pitcairnia maritima
- Pitcairnia marnier-lapostollei
- Pitcairnia matogrossensis
- Pitcairnia matudae
- Pitcairnia megasepala
- Pitcairnia melanopoda
- Pitcairnia membranifolia
- Pitcairnia meridensis
- Pitcairnia micheliana
- Pitcairnia micotrinensis
- Pitcairnia microcalyx
- Pitcairnia micropoda
- Pitcairnia minicorallina
- Pitcairnia mirandae
- Pitcairnia mituensis
- Pitcairnia modesta
- Pitcairnia mohammadii
- Pitcairnia monticola
- Pitcairnia mooreana
- Pitcairnia moritziana
- Pitcairnia mucida
- Pitcairnia multiflora
- Pitcairnia multiramosa
- Pitcairnia neeana
- Pitcairnia neglecta
- Pitcairnia neillii
- Pitcairnia nematophora
- Pitcairnia nigra
- Pitcairnia nobilis
- Pitcairnia nortefluminensis
- Pitcairnia nubigena
- Pitcairnia nuda
- Pitcairnia oaxacana
- Pitcairnia oblongifolia
- Pitcairnia occidentalis
- Pitcairnia odontopoda
- Pitcairnia olivaestevae
- Pitcairnia oranensis
- Pitcairnia orchidifolia
- Pitcairnia oxapampae
- Pitcairnia palaciosii
- Pitcairnia pallidiflavens
- Pitcairnia palmeri
- Pitcairnia palmoides
- Pitcairnia paniculata
- Pitcairnia paraguayensis
- Pitcairnia patentiflora
- Pitcairnia pavonii
- Pitcairnia pectinata
- Pitcairnia peruana
- Pitcairnia petraea
- Pitcairnia phelpsiae
- Pitcairnia piepenbringii
- Pitcairnia platypetala
- Pitcairnia platystemon
- Pitcairnia poeppigiana
- Pitcairnia pomacochae
- Pitcairnia poortmanii
- Pitcairnia prolifera
- Pitcairnia pruinosa
- Pitcairnia pseudopungens
- Pitcairnia pseudoundulata
- Pitcairnia pteropoda
- Pitcairnia puberula
- Pitcairnia pulverulenta
- Pitcairnia pungens
- Pitcairnia punicea
- Pitcairnia pusilla
- Pitcairnia puyoides
- Pitcairnia quesnelioides
- Pitcairnia ramosii
- Pitcairnia rectiflora
- Pitcairnia recurvata
- Pitcairnia reflexiflora
- Pitcairnia rigida
- Pitcairnia ringens
- Pitcairnia riparia
- Pitcairnia rojasii
- Pitcairnia rondonicola
- Pitcairnia roseana
- Pitcairnia roseoalba
- Pitcairnia rubiginosa
- Pitcairnia rubronigriflora
- Pitcairnia ruderalis
- Pitcairnia ruiziana
- Pitcairnia rundelliana
- Pitcairnia sagasteguii
- Pitcairnia saltensis
- Pitcairnia samuelssonii
- Pitcairnia sandemanii
- Pitcairnia sanguinea
- Pitcairnia sastrei
- Pitcairnia saxicola
- Pitcairnia saxosa
- Pitcairnia scandens
- Pitcairnia sceptriformis
- Pitcairnia sceptrigera
- Pitcairnia schiedeana
- Pitcairnia schultzei
- Pitcairnia schunkei
- Pitcairnia secundiflora
- Pitcairnia semaphora
- Pitcairnia semijuncta
- Pitcairnia serrulata
- Pitcairnia setipetiola
- Pitcairnia similis
- Pitcairnia simulans
- Pitcairnia smithiorum
- Pitcairnia sneidernii
- Pitcairnia sodiroi
- Pitcairnia sordida
- Pitcairnia spectabilis
- Pitcairnia spicata
- Pitcairnia sprucei
- Pitcairnia squarrosa
- Pitcairnia staminea
- Pitcairnia stenophylla
- Pitcairnia stevensonii
- Pitcairnia steyermarkii
- Pitcairnia stolonifera
- Pitcairnia straminea
- Pitcairnia suaveolens
- Pitcairnia subfuscopetala
- Pitcairnia subulifera
- Pitcairnia sulphurea
- Pitcairnia susannae
- Pitcairnia sylvestris
- Pitcairnia tabuliformis
- Pitcairnia tarapotensis
- Pitcairnia tatzyanae
- Pitcairnia tillandsioides
- Pitcairnia tillii
- Pitcairnia tolimensis
- Pitcairnia torresiana
- Pitcairnia trianae
- Pitcairnia trimorpha
- Pitcairnia truncata
- Pitcairnia tuberculata
- Pitcairnia tuerckheimii
- Pitcairnia tumulicola
- Pitcairnia turbinella
- Pitcairnia tympani
- Pitcairnia uaupensis
- Pitcairnia ulei
- Pitcairnia umbratilis
- Pitcairnia undulata
- Pitcairnia unilateralis
- Pitcairnia utcubambensis
- Pitcairnia valerioi
- Pitcairnia vallisoletana
- Pitcairnia vargasiana
- Pitcairnia vargasii
- Pitcairnia wendlandii
- Pitcairnia wendtiae
- Pitcairnia venezuelana
- Pitcairnia ventidirecta
- Pitcairnia verrucosa
- Pitcairnia wilburiana
- Pitcairnia villetaensis
- Pitcairnia violascens
- Pitcairnia virginalis
- Pitcairnia wolfei
- Pitcairnia woronowii
- Pitcairnia xanthocalyx
- Pitcairnia yaupi-bajaensis
- Pitcairnia yocupitziae